# Adolphe Maxlaan
De Adolphe Maxlaan (Frans: Boulevard Adolphe Max) is een van de centrale noord-zuidlanen in het centrum van Brussel. De laan loopt van het Rogierplein aan de Kleine Ring tot het De Brouckèreplein, en vormt een aanloop naar het centrale voetgangersgebied van Brussel in de daarop volgende autovrije Anspachlaan. De laan loopt parallel aan Brussels meest bezochte winkelstraat, de Nieuwstraat.
De Adolphe Maxlaan werd aangelegd tussen 1867 en 1871 en maakt deel uit van de noord-zuidas, die ontstond na de overwelving van de Zenne. Oorspronkelijk droeg hij de naam Noordlaan, aangezien hij naar het Noordstation leidde. In 1919 werd de laan hernoemd naar de toenmalige Brusselse burgemeester Adolphe Max.
Om de ontwikkeling van de nieuwe lanen te stimuleren schreef men een architectuurwedstrijd uit. De eerste prijs werd in 1876 toegekend aan een gebouw aan de Adolphe Maxlaan, Hier ist in den kater en de kat van architect Hendrik Beyaert.
Sinds 1976 ligt de noord-zuidlijn van de Brusselse premetro onder de laan. Door de invoering van eenrichtingsverkeer aan de kant van het de Brouckèrplein verminderde de verkeersdrukte gevoelig.
Lange tijd vormde de Adolphe Maxlaan een van de meest levendige straten van Brussel, met gerenommeerde winkels, typisch Brusselse cafés en een indrukwekkend aantal cinemazalen. Vanaf de jaren 1970 trad er verval in. Bijna alle oude gelegenheden verdwenen. Ook het luxueuze Hotel Le Plaza sloot zijn deuren. In de plaats daarvan kwamen er vooral souvenirwinkels, snackbars en seksshops. De heropening van Le Plaza in 1998 betekende het begin van een zekere heropleving.
Van de cinema's bleven alleen een paar seksbioscopen over. De laatste, de ABC, stopte pas in 2014. De filmzaal werd toen opgekocht door een stichting van filmliefhebbers die ze voor culturele projecten gaan gebruiken.

## Autoluwe heraanleg (-2024)
Tot april 2024 werden de laan en haar zijstraten volledig heringericht in de stijl van het aansluitende grote voetgangersgebied van Brussel: een smallere eenrichtingsweg voor autoverkeer, beide voetpaden twee meter breder, twee fietspaden en nauwelijks parkeerplaatsen, met uitzondering van leveringszones en plaatsen voor gehandicapten.